# Jacob van der Aa
Jacob van der Aa (L'Aia, ottobre 1743 – L'Aia, 1776) è stato un pittore olandese.

## Biografia
Battezzato il 27 ottobre 1743. Fu allievo di suo zio il pittore Dirk van der Aa. 
Nel 1769 risulta nella gilda dell'Aia dove fu Maestro della Corporazione. Visse due anni in Italia. Fu un ritrattista.